# Macrochenus isabellinus
Macrochenus isabellinus là một loài bọ cánh cứng trong họ Cerambycidae.